# Siľ
Siľ (ukrajinsky Сіль, slovensky Sola, maďarsky Sóslak) je obec v okrese Užhorod v Zakarpatské oblasti Ukrajiny. Patří do kostrynské venkovské komunity. Částí obce Siľ je Domašin. V roce 2025 zde žilo 602 obyvatel; v celé obci pak 1135 obyvatel.
Leží na území Užanského národního parku. Jsou zde termální prameny.

## Historie
První písemná zmínka o zdejších ložiskách soli pochází z roku 1599. Obec byla založena na počátku 17. století, v písemných pramenech se uvádí pod názvem Solné pole, později Szolya. V roce 1866 spadl poblíž vsi největší meteorit v Evropě. V roce 1910 zde žilo 530 obyvatel (většina Rusíni, menšina Maďaři). Až do uzavření Trianonské smlouvy byla obec součástí Uherska, poté patřila do Československa. Za první republiky zde byl obecní notariát, malé lázně pro léčbu revmatismu, těžila se zde sůl. V letech 1939 až 1944 byla obec obsazena Maďarskem. Dne 26. října 1944 byl Sil obsazen Rudou armádou, od roku 1945 obec patřila Ukrajinské sovětská socialistické republice, která byla součástí Sovětského svazu,  nakonec od roku 1991 patří samostatné Ukrajině.

## Památky
Dřevěný chrám sv. Basilea Velikého, dříve chrám sv. Ladislava, z roku 1703; národní kulturní památka. Na současném místě se nachází od roku 1834.